# Polypsecadium llatasii
Polypsecadium llatasii är en korsblommig växtart som först beskrevs av Al-shehbaz, och fick sitt nu gällande namn av Al-shehbaz. Polypsecadium llatasii ingår i släktet Polypsecadium och familjen korsblommiga växter. Inga underarter finns listade i Catalogue of Life.

## Bildgalleri

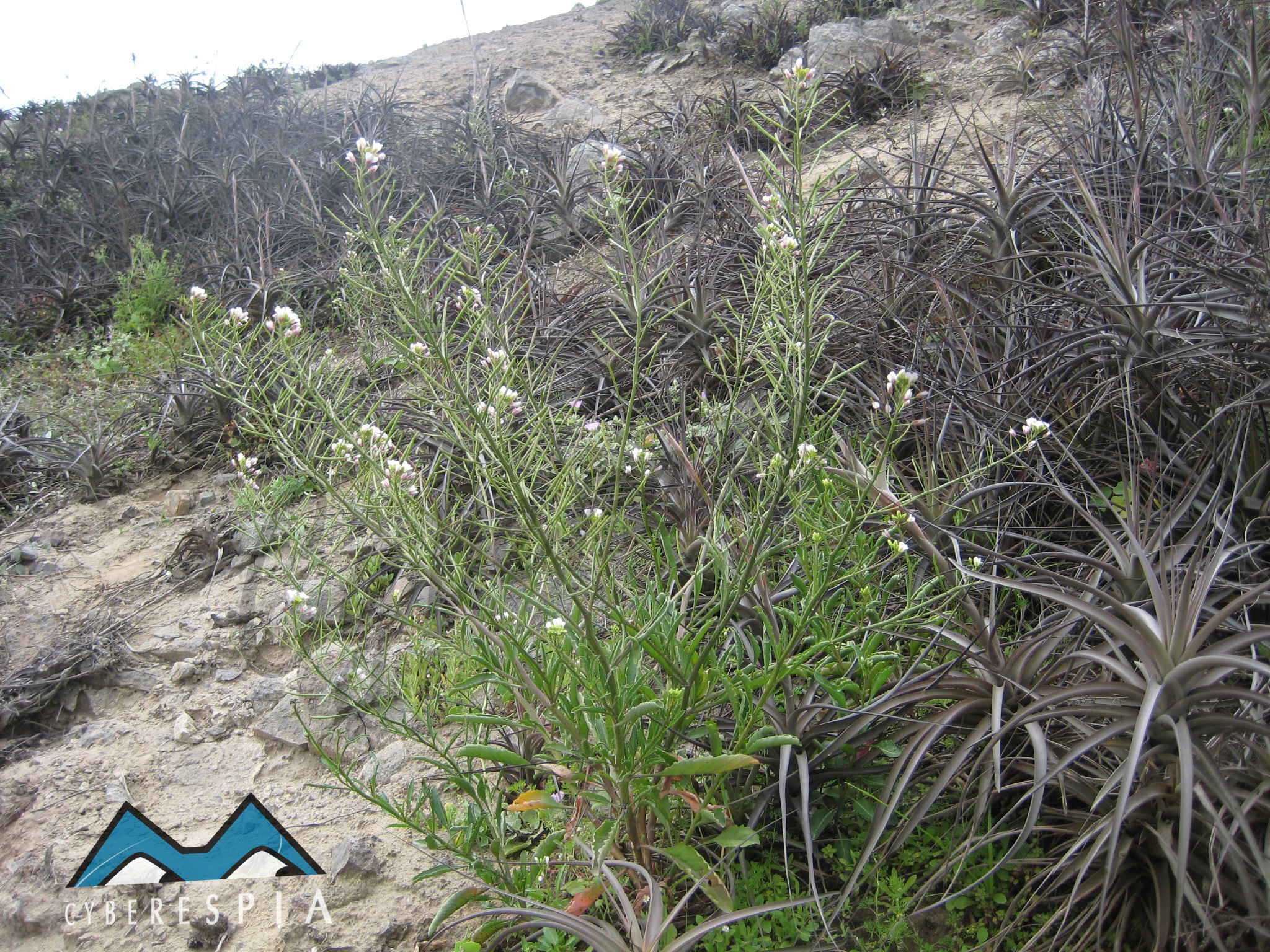